# Coelopyrena
Coelopyrena é um género botânico pertencente à família Rubiaceae.